# Justicia mckenleyi
Justicia mckenleyi är en akantusväxtart som beskrevs av G.R. Proctor. Justicia mckenleyi ingår i släktet Justicia och familjen akantusväxter. Inga underarter finns listade i Catalogue of Life.